# Katrinehøi
Der Katrinehøi (auch Katrinehøj) ist eine megalithische Grabanlage der jungsteinzeitlichen Nordgruppe der Trichterbecherkultur im Kirchspiel Tjæreby in der dänischen Kommune Hillerød.

## Lage
Das Grab liegt westlich von Ullerød und nordöstlich von Tjæreby auf einem Feld. In der näheren Umgebung gibt bzw. gab es mehrere weitere megalithische Grabanlagen.

## Forschungsgeschichte
In den Jahren 1887 und 1942 führten Mitarbeiter des Dänischen Nationalmuseums Dokumentationen der Fundstelle durch. Weitere Dokumentationen erfolgten 1988 und 1990 durch Mitarbeiter der Forst- und Naturbehörde.

## Beschreibung
Die Anlage besitzt eine runde Hügelschüttung mit einem Durchmesser von etwa 9 m und einer Höhe von 1 m. Ob ursprünglich eine steinerne Umfassung vorhanden war, ist unklar. Der Hügel weist zahlreiche Steine unterschiedlicher Größe auf, deren genaue Zuordnung nicht immer klar ist.
Die Grabkammer dürfte als Ganggrab anzusprechen sein. Nach dem Bericht von 1988 ist die Kammer nord-südlich orientiert und hat eine innere Länge von etwa 3 m und eine innere Breite von etwa 1 m (der Bericht von 1990 nennt hingegen eine 5 m lange und 2 m breite ost-westlich orientierte Kammer). Sie bestand ursprünglich aus drei Wandsteinen an der westlichen und zwei an der östlichen Langseite sowie zwei Steinen an der südlichen und einem Stein an der nördlichen Schmalseite. Erhalten sind zwei Wandsteine an der Westseite (davon einer umgekippt), der südliche Stein der Ostseite, ein Stein der Südseite sowie der nördliche Abschlussstein. Die Kammer ist mit Erde verfüllt, wodurch von den Steinen nur die obersten 30–40 cm sichtbar sind. An der Ostseite befindet sich der Zugang zur Kammer. Ihm ist ein nordost-südwestlich orientierter Gang vorgelagert. Vom Gang sind zwei Steine im Süden und einer im Norden erhalten.